# Eliasz (Toumeh)
Eliasz, imię świeckie Nidal Madil Toume (Toumeh) – duchowny prawosławnego Patriarchatu Antiocheńskiego, od 2011 biskup Al-Husn i Marmarity.

## Życiorys
Chirotonię biskupią otrzymał 18 lipca 2011 (?).